# در پایکس‌ویل روی داد
در پایکس‌ویل روی داد (انگلیسی: It Happened in Pikesville) یک فیلم کمدی صامت کوتاه به کارگردانی جرالد تی. هِـوِنـِر است که در سال ۱۹۱۶ منتشر شد. از بازیگران این فیلم می‌توان به بیلی باورز، اولیور هاردی، ریموند مک‌کی، هری لورین و میبل پیج اشاره کرد.